# Anne Stambach-Terrenoir
Anne Stambach-Terrenoir (geboren am  23. Juni 1980 in Amiens) ist eine französische Politikerin. Sie ist Mitglied von  La France insoumise. 2022 wurde sie zur Parlamentsabgeordneten für den Wahlkreis Haute-Garonne II  gewählt.

## Leben und Wirken
Die 1980 in Amiens geborene Anne Stambach-Terrenoir studierte Musikwissenschaft an der Université de Toulouse-II-Le Mirail (jetzt Jean Jaurès) (Haute-Garonne). Sie wurde Klavierlehrerin und arbeitete über fünfzehn Jahre lang an Musikschulen.
Sie trat 2011 der Parti de gauche (Linkspartei) bei. Bei der Parlamentswahl 2017 kandidierte sie für La France insoumise im zweiten Wahlkreis des Départements Haute-Garonne. Sie scheiterte im zweiten Wahlgang mit 45 % der abgegebenen Stimmen gegen den Kandidaten der MoDem Jean-Luc Lagleize. 2019, nach der Europawahl, wurde sie parlamentarische Referentin des Europaabgeordneten Manuel Bompard. Sie war an der Redaktion des programmatischen Büchleins zum Thema Tierschutz im Programm von Jean-Luc Mélenchon für die Präsidentschaftswahl 2022 beteiligt.
Bei der Parlamentswahl 2022 kandidierte sie erneut und wurde im zweiten Wahlgang gewählt.